# Cuyultitán
Cuyultitán é um município localizado no departamento de La Paz, em El Salvador. Sua população estimada em 2007 era de 5 590 habitantes.